# たべひろのぶ
たべ ひろのぶ（田部 寛之、※読み同じ。1979年6月9日 - ）は、日本の俳優、歌手。桐朋学園短期大学演劇専攻卒。新潟県出身。身長は165cm。血液型はB型。愛称はたべちゃん。

## 来歴
- 2007年11月、桐朋学園短期大学の同級生、檜尾健太とHIPHOPユニットG-Friendsを結成。同ユニットではHIRONOBU名義で活動。ボーカル担当。好きな有名人はMr.children、マイナスターズ、渥美清、余貴美子、2BACKKA

## 出演作品

### 映画
- Star Light
- 恋人はスナイパー
- 16 jyu-roku
- GOEMON

### テレビドラマ
- 侍戦隊シンケンジャー（テレビ朝日）
- ヤンキー母校に帰る（TBS）
- 白い巨塔（フジテレビ）
- シリーズ青春が終わった日 僕もいくさにいくのだけれど〜詩人・竹内浩三の青春〜（NHK）
- 特命係長 只野仁（テレビ朝日）
- 就活のムスメ
- さよならが言えなくて（テレビ朝日）
- 無理な恋愛（フジテレビ）G-Friendsとして出演。
- 日本ボロ宿紀行（2019年） ‐ 加藤武 役

### 舞台
- りゅーとぴあ能楽堂シェイクスピアシリーズ マクベス
- KURITAカンパニー旗揚げ公演 リア王
- 俳優たち〜髪をかきあげる・間際には
- HAKKENDEN 2005
- 夏の夜の夢
- 十二夜
- レーソス・トロイアの女たち
- がめつい奴
- 雰囲気のある死体
- ドリームエクスプレスAT
- ホラーマン
- その山男、凶暴でオープン
- Still Burning
- BIRTHDAY!
- 漫画少女!
- 伝説戦隊レジェンジャー
- 伝説戦隊レジェンジャーR
- 弥生大戦記
- 地獄にて
- UFOcm
- 毒と音楽
- ミランダ〜あるいはマイ・ランド〜

### 国外公演
- ドリームエクスプレスAT ミラノ版

### ミュージカル
- デッド・エンド
- 真田風雲禄
- ファンタスティックス
- オーバー・ザ・ピンクレインボウ

### CM
- ケンタッキーフライドチキン クリスマス編
- Xbox
- 茶花
- 内閣府 拉致問題啓発
- 吉運堂 手を合わせるのは人だから篇 [1]

## G-Frendsディスコグラフィー

### ミニアルバム
- 『根性』（2009年7月20日 DOUBLE FACE MUSIC ENTERTAINMENT)